# Hamptjärnen (Piteå socken, Norrbotten, 728061-174842)
Hamptjärnen är en sjö i Piteå kommun i Norrbotten och ingår i Piteälvens huvudavrinningsområde.